# دلتا وادي جازان
دلتا وادي جازان أو دلتا وادي جازان التاريخية في منطقة جازان بالمملكة العربية السعودية منطقة جغرافية اشتهرت بخصوبة أرضها وكثرة المستوطنات والمدن التي نشأت عليها منذ العصور الإسلامية الوسيطة.

## الوصف
يعد وادي جازان أحد أخصب مناطق جنوب شبه الجزيرة العربية٬ ومعروف منذ القدم بكثافته الاستيطانية والزراعية٬ وفي العصر الحاضر تقوم عليه أهم المدن في منطقة جازان٬ ومنها: مدينة أبو عريش التي ورثت مكانة مدينة جازان العليا عاصمة المخلاف السليماني٬ ثم مدينة جازان الساحلية٬ العاصمة الإقليمية الحالية للمنطقة المسماة باسمها: منطقة جازان. وإذا كانت مدينة جازن العليا في أعلى الوادي تعد إحدى أهم عواصم المنطقة في العصور الإسلامية الوسيطة٬ فإن أسفل الوادي لا يخلو من مدن وحياة استيطانية لا تقل أهمية عن تلك التي قامت في أعلاه٬ وخصوصًا أن وادي جازان يتسع كلما اتجهنا غربًا٬ وتتسع باتساعه الرقعة الاستيطانية فيما تشكله دلتاه العريضة من كتلة واسعة من الحياة الزراعية والعمرانية المتصلة والمترابطة الحلقات على مر العصور. وتحتوي دلتا الوادي العريضة على عدد من المواقع الأثرية أهمها: العدنية والمنارة والمنجارة.